# Barkam
Barkam (en tibetano: འབར་ཁམས་, wylie: bar kham, ZWPY: Barkam) transcrito al chino Markang (en chino, 马尔康; pinyin, Mǎ'rkāng) es un condado bajo bajo la administración directa de la Prefectura Ngawa. Se ubica al noroeste de la provincia de Sichuan, en el centro de la República Popular China. Su área es de 6625 km² y su población total para 2010 superó los 58 mil habitantes.

## Administración
Desde octubre de 2022, el condado Barkamse divide en 13 pueblos que se administran en 3 poblados y 10 villas.
- Poblado de Barkam (马尔康镇)
- Poblado Shaerzong (沙尔宗乡)
- Poblado Songgang (松岗镇)
- Villa Suomo (梭磨乡)
- Villa Baiwan (白湾乡)
- Villa Dangba (党坝乡)
- Villa Muerzong (木尔宗乡)
- Villa Jiaomuzu (脚木足乡)
- Villa Longerjia (龙尔甲乡)
- Villa Dazang (大藏乡)
- Villa Kangshan (康山乡)
- Villa Caodeng (草登乡)
- Villa Ribu (日部乡).

## Toponimia
El topónimo tibetano Barkam lleva el nombre de un templo dentro de su territorio y significa "lugar de fuego fuerte" y, por extensión, "lugar de prosperidad".

## Poblado de Barkam
Barkam también conocida por su nombre chino Markang (马尔康镇 ) es la capital del condado y de toda la prefectura autónoma, ubicado a lo largo del Río Dadu a 2600 metros sobre el nivel del mar y rodeado por montañas de hasta 4300 m, dándole forma de serpiente.

## Clima
Debido a su ubicación montañosa la ciudad es muy fría en todo el año. El mes más frío es enero con °CC y el más caliente es julio con 20 °C en promedio.
| Parámetros climáticos promedio de Barkam (1971−2000) | Parámetros climáticos promedio de Barkam (1971−2000) | Parámetros climáticos promedio de Barkam (1971−2000) | Parámetros climáticos promedio de Barkam (1971−2000) | Parámetros climáticos promedio de Barkam (1971−2000) | Parámetros climáticos promedio de Barkam (1971−2000) | Parámetros climáticos promedio de Barkam (1971−2000) | Parámetros climáticos promedio de Barkam (1971−2000) | Parámetros climáticos promedio de Barkam (1971−2000) | Parámetros climáticos promedio de Barkam (1971−2000) | Parámetros climáticos promedio de Barkam (1971−2000) | Parámetros climáticos promedio de Barkam (1971−2000) | Parámetros climáticos promedio de Barkam (1971−2000) | Parámetros climáticos promedio de Barkam (1971−2000) |
| Mes                                                  | Ene.                                                 | Feb.                                                 | Mar.                                                 | Abr.                                                 | May.                                                 | Jun.                                                 | Jul.                                                 | Ago.                                                 | Sep.                                                 | Oct.                                                 | Nov.                                                 | Dic.                                                 | Anual                                                |
| ---------------------------------------------------- | ---------------------------------------------------- | ---------------------------------------------------- | ---------------------------------------------------- | ---------------------------------------------------- | ---------------------------------------------------- | ---------------------------------------------------- | ---------------------------------------------------- | ---------------------------------------------------- | ---------------------------------------------------- | ---------------------------------------------------- | ---------------------------------------------------- | ---------------------------------------------------- | ---------------------------------------------------- |
| Temp. máx. media (°C)                                | 10.4                                                 | 13.2                                                 | 16.5                                                 | 19.5                                                 | 21.9                                                 | 23.4                                                 | 24.7                                                 | 25.0                                                 | 21.6                                                 | 18.3                                                 | 14.6                                                 | 10.4                                                 | 18.3                                                 |
| Temp. mín. media (°C)                                | −7.7                                                 | −4.5                                                 | −0.8                                                 | 2.8                                                  | 6.4                                                  | 9.5                                                  | 10.8                                                 | 10.2                                                 | 8.1                                                  | 3.7                                                  | −2.8                                                 | −7.3                                                 | 2.4                                                  |
| Precipitación total (mm)                             | 2.7                                                  | 6.4                                                  | 23.1                                                 | 52.1                                                 | 108.0                                                | 155.0                                                | 128.0                                                | 104.5                                                | 131.0                                                | 65.1                                                 | 7.9                                                  | 2.6                                                  | 786.4                                                |
| Días de precipitaciones (≥ 0.1 mm)                   | 2.8                                                  | 4.9                                                  | 10.1                                                 | 14.9                                                 | 20.0                                                 | 22.4                                                 | 20.5                                                 | 18.0                                                 | 19.8                                                 | 15.3                                                 | 4.7                                                  | 2.1                                                  | 155.5                                                |
| Horas de sol                                         | 200.8                                                | 178.4                                                | 187.3                                                | 189.3                                                | 184.2                                                | 153.4                                                | 161.1                                                | 177.3                                                | 142.0                                                | 164.3                                                | 193.8                                                | 201.4                                                | 2133.3                                               |
| Humedad relativa (%)                                 | 44                                                   | 44                                                   | 49                                                   | 55                                                   | 64                                                   | 74                                                   | 76                                                   | 74                                                   | 79                                                   | 74                                                   | 57                                                   | 48                                                   | 61.5                                                 |
| Fuente: China Meteorological Administration          |                                                      |                                                      |                                                      |                                                      |                                                      |                                                      |                                                      |                                                      |                                                      |                                                      |                                                      |                                                      |                                                      |

## Economía
Su economía se basa principalmente en la agricultura, la actividad forestal. Producción agrícola principalmente la de cebada, trigo, entre otros.